# 独龙杜鹃
独龙杜鹃（学名：Rhododendron keleticum）为杜鹃花科杜鹃花属下的一个种。

## 扩展阅读
- 維基物種上的相關：独龙杜鹃